# Inouethuidium robbinsii
Inouethuidium robbinsii là một loài Rêu trong họ Thuidiaceae. Loài này được (E.B. Bartram) R. Watan. mô tả khoa học đầu tiên năm 1991.